# Patrik Chlum
Patrik Chlum (* 1. prosince 1981 Jablonec nad Nisou) je bývalý český sdruženář, který závodil v letech 2000–2007.
Startoval na Zimních olympijských hrách 2006, kde se v individuálním závodě umístil na 47. místě. Zúčastnil se světového šampionátu v roce 2003, na kterém skončil ve sprinterském závodě na 40. příčce, v závodě družstev pomohl českému týmu k 10. místu. Pravidelně startoval ve Světovém poháru v divizi B, nejlépe byl dvakrát druhý v závodech družstev, v individuálních startech dosáhl nejvýše sedmé příčky.